# Verfahrensanweisung
Eine Verfahrensanweisung (abk. VA) ist ein Dokument, das durch verschiedene Normen gefordert wird. Mit einer VA wird die Umsetzung von normativen Anforderungen in einem Unternehmen festgelegt und – im Sinne einer verbindlichen Vorschrift – nachvollziehbar dokumentiert.
Die jeweiligen Verfahren müssen festgelegt, dokumentiert, verwirklicht und aufrechterhalten werden. Dieser Anspruch zieht die Tätigkeiten der Freigabe, Schulung sowie Prüfung bzw. Auditierung nach sich, deren Durchführung ihrerseits mit Aufzeichnungen nachvollziehbar nachgewiesen werden muss.
Verfahrensanweisungen sind eine Möglichkeit, die für ein Qualitätsmanagementsystem notwendigen dokumentierten Verfahren umzusetzen. Aktuelle Normen (z. B. IATF 16949, DIN EN ISO 9001:2015) erlauben einige Freiheitsgrade in Bezug auf Dokumentationstiefe, Art und Umfang sowie Wahl der Medien (Papier, elektronische Daten etc.) in Abhängigkeit von der Organisationsstruktur und -Größe.

## Diskussion und Kritik
Die klassische Unterteilung in eine "Dokumentenpyramide" aus QM-Handbuch, Verfahrensanweisungen, Arbeitsanweisungen und davon abgeleiteten Projekt-Prozeduren ist z. B. in der ISO 10013 "Leitfaden für das Erstellen von Qualitätsmanagement-Handbüchern" beschrieben.
Diese Vorgehensweise führt in der Praxis leicht zu einer Vielzahl von Dokumenten, die nur noch von den Qualitäts-Experten verstanden werden. Diejenigen, die diese Verfahren ausführen sollten, lehnen ein solches System häufig ab, weil es z. B. kompliziert, veraltet oder in der Praxis nur mit erheblichem Aufwand einzuhalten ist. Diese Tendenz wurde im Bereich der Software bereits 1996 beschrieben.
Inzwischen hat die ISO klargestellt, dass ein "Dokumentiertes QM-System" nicht zwangsläufig ein "System aus Dokumenten" bedeutet
(ISO 9001 requires (and always has required) a “Documented quality management system”, and not a “system of documents”). Dementsprechend taucht das Wort "Verfahrensanweisung" in vielen aktuellen ISO-Normen nicht mehr auf.
Eine Alternative ist die konsequente Nutzung des Prozessorientierten Ansatzes. Es werden dabei nur wenige Kern-Dokumente benötigt, während die operativen Prozesse grafisch, z. B. als Flow-Charts in einer Prozess-Mappe, dargestellt sind.